# Sandra Ceccarelli
Sandra Ceccarelli (ur. 3 lipca 1967) – włoska aktorka filmowa.

## Filmografia
- 1985: Sekrety jako córka Renaty
- 2001: Rzemiosło wojenne jako Nobildonna di Mantova
- 2006: Klimt jako Serena Lederer
- 2008: Schyłek nocy jako Silvana Boarin
- 2010: Drugie życie Lucii jako Lucia Fabbri

## Nagrody i nominacje
Została uhonorowana Pucharem Volpiego dla najlepszej aktorki, nagrodą im. Francesca Pasinettiego, a także otrzymała nominację do Europejskiej Nagrody Filmowej i dwukrotnie do nagrody David di Donatello.